# باربرا تايلور
باربرا تايلور (بالإنجليزية: Barbara Taylor)‏ هي مؤرخة وكاتِبة بريطانية، ولدت في 11 أبريل 1950.